# Raisza Makszimovna Gorbacsova

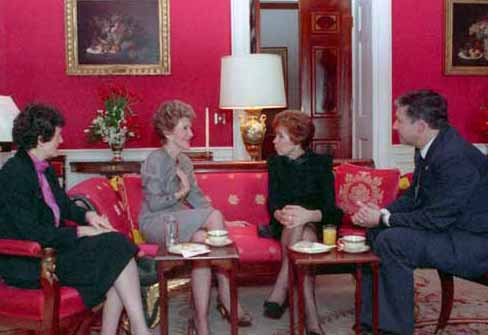
Nancy Reagannel 1987-ben

Raisza Makszimovna Gorbacsova (oroszul: Раиса Максимовна Горбачёва), lánynevén Tyitarenko (Rubcovszk, Szovjetunió, 1932. január 5. – Münster, Németország, 1999. szeptember 20.) orosz társadalmi személyiség,  Mihail Gorbacsov felesége.

## Életrajz
Raisza Tyitarenko szülőhelye Nyugat-Szibériában van (ma: Altáji terület). Apja, Makszim Tyitarenko vasúti mérnök volt, eredetileg ukrajnai. Anyja, Alekszandra Petrovna tősgyökeres szibériaiként született.
A család az apa foglalkozása miatt gyakran költözött. Raisza gyerekkorát Szibériában és az Urálban töltötte. 1949-ben kitűnően, aranydiplomával érettségizett Sztyerlitamakban. Ennek köszönhetően felvételi nélkül kerülhetett be a moszkvai egyetemre, ahol filozófia szakra járt (1950). Az egyetemi kollégiumban ismerkedett meg későbbi férjével, Gorbacsovval, aki a jogi karon tanult. 1953-ban összeházasodtak.
Az egyetem befejezését követően aspirantúrába kezdett. Rövidesen azonban férjét követve a Sztavropoli határterületre költözött. Ott négy évig nem jutott szakmájának megfelelő munkához, így egyedül Gorbacsov fizetéséből éltek, aki a helyi Komszomolban dolgozott. 1957-ben lányuk született: Irina. Ugyanebben az évben egy társbérlethez jutottak, két nagyméretű szobával.
Sztavropolban Raisza Gorbacsova a Znanyije nevű társaságnál talált lektori munkát és a helyi egészségügyi főiskolán filozófiát tanított, ugyanakkor szociológia disszertációján is dolgozott a sztavropoli mezőgazdasági főiskolán. 1967-ben Moszkvában védte meg disszertációját, és filozófiai kanditátusi fokozatot nyert.
1978-ban (más adatok szerint 1976-ban) a család Moszkvába költözött. Gorbacsov SZKP főtitkárrá választásáig Raisza Gorbacsova a Moszkvai Egyetemen oktatott, miközben folytatta Znanyije-beli munkáját is.
Miután 1985-ben Gorbacsovot az SZKP főtitkárává választották, kezdődött meg Raisza Gorbacsova társadalmi tevékenysége is. Lihacsov és Mjasznyikov akadémikussal és másokkal együtt létrehozta a Szovjet Kultúra Alapítványt és annak elnökségi tagjává vált. Gorbacsovnak köszönhetően is ez az alapítvány támogatta aztán többek között a Rubljovról elnevezett régi orosz kultúra és festészet múzeumát, a Marina Cvetajeva Múzeumot, és sok mást is. Ugyancsak támogatták építészeti emlékek helyreállítását, és a kulturális múlt sok örökségének ápolását, restaurálását, összesen mintegy 100 millió dollár értékben.

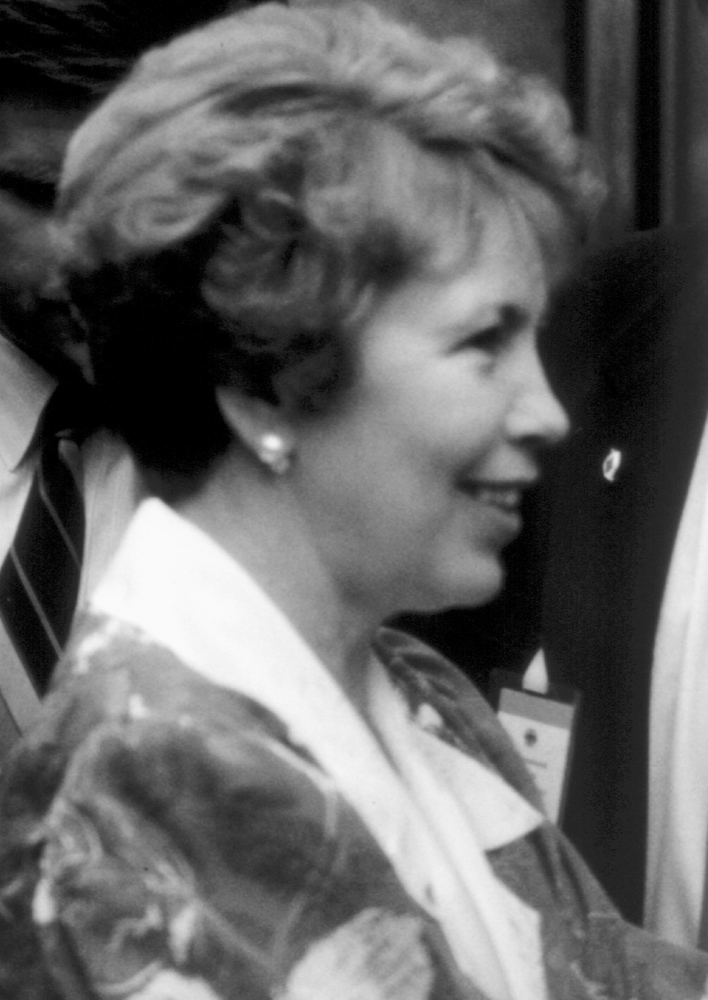
1989-ben

Mint a főtitkár, később az elnök felesége, rendszeresen fellépett a nyilvánosság előtt, részt vett a delegációkban, beszédeket mondott, szerepelt a televíziók képernyőjén. Külföldön élénken érdeklődtek iránta, szimpátiával viseltettek iránta. 1987-be a brit Woman’s Own folyóirat szerint ő volt Az év hölgye.
Az 1991-es Gorbacsov elleni puccs egészségét megviselte, egy enyhe agyvérzést követően látása is megromlott.
1999-ben leukémiát diagnosztizáltak nála. A betegséget kiváltó okok között feltételezték az 1949-es szemipalatyinszki atomkísérleteket, az 1986-os csernobili katasztrófát (Raisza Gorbacsova ugyanis nem sokkal az esemény után ott járt), korábbi kezeléseket és az elviselt stresszt is. Férje és lánya kíséretében Münsterbe utaztak, ahol a vesztfáliai egyetem hírneves klinikáján kezelték, de meggyógyítani nem sikerült. Hatvanhét éves korában hunyt el.
Lánya, Irina Virganszkaja orvosegyetemet végzett, ma a Gorbacsov Alapítvány elnökhelyettese.

## Románc
Raisza Gorbacsova halálának tizedik évfordulóján hét kedvenc románca jelent meg egy CD-n, ami kereskedelmi forgalomba nem került, viszont egy jótékonysági árverésen publikálták Londonban. A lemezen maga Mihail Gorbacsov és Andrej Vlagyimovics Makarevics (Masina Vremenyi együttes) énekel.

## Fordítás
- Ez a szócikk részben vagy egészben  a(z)   Горбачёва, Раиса Максимовна című orosz Wikipédia-szócikk ezen változatának fordításán alapul.  Az eredeti cikk szerkesztőit annak laptörténete sorolja fel. Ez a jelzés csupán a megfogalmazás eredetét és a szerzői jogokat jelzi, nem szolgál a cikkben szereplő információk forrásmegjelöléseként.